# Mammillaria matudae
Mammillaria matudae es una especie perteneciente a la familia Cactaceae. Es endémico de  México. Su hábitat natural son los áridos desiertos.  
Se ha extendido por el mundo como planta ornamental.

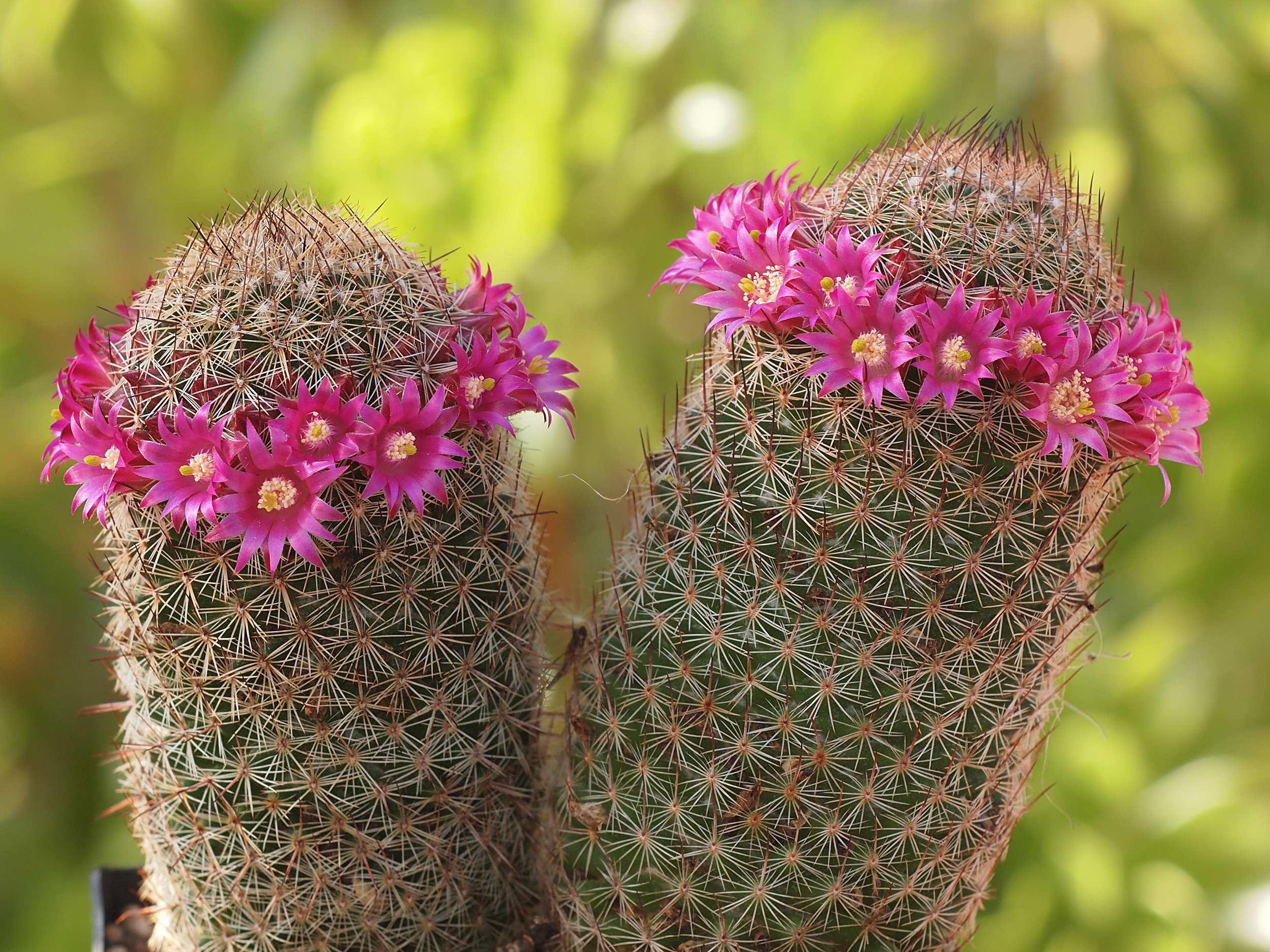
Vista de la planta

## Descripción
Mammillaria matudae primero crece de forma individual. Los brotes individuales  germinan delante de la base y forman grupos más grandes. El tallo de la planta es cilíndrico y  de 10 a 20 centímetros de alto y sólo 3 centímetros de diámetro. Las axilas están desnudas. Las 18 a 20 espinas radiales son de entre 2 a 3 milímetros de largo y afiladas. Son translúcidas blancas, con la base de color amarillento. Una espina central aparece hacia arriba, con aguja moderada, un poco suave, de color marrón en la edad y de 5 milímetros de largo. Las verrugas son firmes y cónicas. Las flores son pequeñas en forma de embudo y de hasta 12 milímetros de tamaño y de color púrpura. Los frutos son de color rojo con puntos verdes de 12 milímetros de tamaño. Las semillas son de color marrón claro. 

## Taxonomía
Mammillaria matudae fue descrita por Helia Bravo Hollis y publicado en Cactus and Succulent Journal of Great Britain 18: 83. 1956.
Etimología
Mammillaria: nombre genérico que fue descrita por vez primera por Carolus Linnaeus como Cactus mammillaris en 1753, nombre derivado del latín mammilla = tubérculo, en alusión a los tubérculos que son una de las características del género.
matudae: epíteto otorgado en honor del botánico Eizi Matuda.
Sinonimia
- Mammillaria compacticaulis